# Reichsversammlung 777
Die Reichsversammlung und die Synode von 777 in Paderborn standen am Ende der ersten Phase der Sachsenkriege Karls des Großen. Es wurden die Einrichtung von Missionsgebieten zur Christianisierung Sachsens und wahrscheinlich auch der spanische Feldzug beschlossen.

## Vorgeschichte
Karl der Große hatte 772 zum ersten Mal einen Feldzug gegen die Sachsen unternommen. Dabei hatte er die Eresburg erobert und die Irminsul zerstört. Die Sachsen reagierten mit Gegenaktionen wie der Zerstörung von Fritzlar. Im Jahr 775 unternahm Karl erneut einen Feldzug. Er eroberte die Hohensyburg und zog weiter bis an die Oker. Besiegt wurden die Sachsen bei Brunsberge. Die Ostfalen, die Engern und auch die Westfalen huldigten dem König. Nur die Nordelbier schlossen sich dem nicht an. Für Karl den Großen musste ein Großteil des sächsischen Gebietes damit als befriedet gelten. Im Jahr 776 fanden erste Taufen von Sachsen statt und Karl ließ im heutigen Paderborn die Pfalz Paderborn erbauen, die zu dem Zeitpunkt noch den Namen Urbs Karoli trug.

## Verlauf
Im Jahr 777 fand bei der Pfalz ein erster Reichstag und eine Reichssynode auf dem Boden Sachsens statt. Von den karolingischen Chronisten wurde das Fernbleiben Widukinds und seiner Unterstützer als Fortdauern ihres rebellischen Verhaltens gedeutet. Auf der Versammlung wurden weitere Taufen vollzogen. Auch die Salvatorkirche soll geweiht worden sein. Dort war eine erste Kanonikergemeinschaft im sächsischen Raum angesiedelt.
Die Versammlung, an der Wilchar von Mentana, der höchste Würdenträger der fränkischen Kirche, und auch Abt Fulrad teilnahmen, stand im Zeichen der christlichen Mission in Sachsen. Das sächsische Gebiet wurde für die christliche Missionierung in verschiedene Sprengel eingeteilt. Die kirchliche Organisation ging damit der weltlichen etwa in Form der Grafschaftsverfassung voran. Für das Gebiet um das heutige Münster war der Bischof der Diözese Utrecht zuständig. Für Osnabrück war dies Lüttich, für Verden das Kloster Amorbach, für Minden das Kloster Fulda unter Abt Sturmius und für das Gebiet um Paderborn das Bistum Würzburg. Ein weiterer Teil mit Soest als Mittelpunkt fiel in die Zuständigkeit des Bistums Köln.
Zu der Reichsversammlung angereist waren islamische Abgesandte aus Spanien, die um militärische Unterstützung gegen den Emir von Córdoba, Abd ar-Rahman I., baten. Nachdem der Wālī von Barcelona, Sulayman al-Arabi, Karl die Vasallität für die von ihm beherrschten Städte angeboten hatte, wurde ein Eroberungskrieg beschlossen, um die künftige Spanische Mark zu schaffen.

## Folgen
Karl führte daraufhin Krieg in Nord-Spanien – ohne Erfolg, wie sich am Ausgang der Schlacht von Roncesvalles zeigte. Während seiner Abwesenheit zeigte sich, dass die Sachsen keineswegs geschlagen waren. Vielmehr zerstörten sie unter der Führung Widukinds die Pfalz und Stadt Urbs Karolina. Die Eroberung und die Christianisierung Sachsens erhielten einen schweren Rückschlag. Auf längere Sicht erwiesen sich die Beschlüsse als bedeutend. Aus den meisten Missionssprengeln gingen später Bistümer hervor. Nur die Kölner Erzbischöfe zogen es vor, den ihnen unterstellten Bereich direkt zu verwalten.